# Ernő Noskó
Ernő Noskó (Cserhátszentiván, 26 maggio 1945) è un ex calciatore ungherese, di ruolo difensore.

## Carriera

### Club
Ha sempre giocato nel campionato ungherese.

### Nazionale
Ha vinto l'oro olimpico nel 1968.

## Palmarès

### Club
- Campionato ungherese: 7

Újpest: 1969, 1970, 1970-1971, 1971-1972, 1972-1973, 1973-1974, 1974-1975
- Coppa d'Ungheria: 3

Újpest: 1969, 1970, 1974-1975

### Nazionale
- Oro olimpico: 1

Città del Messico 1968